# Матрица (математика)
Ма́трица — математический объект, записываемый в виде прямоугольной таблицы элементов кольца или поля (например, целых, действительных или комплексных чисел), который представляет собой совокупность строк и столбцов, на пересечении которых находятся его элементы. Количество строк и столбцов задаёт размер матрицы. Матрицу можно также представить в виде функции двух дискретных аргументов. Хотя исторически рассматривались, например, треугольные матрицы, в настоящее время говорят исключительно о матрицах прямоугольной формы, так как они являются наиболее удобными и общими.
Матрицы широко применяются в математике для компактной записи систем линейных алгебраических или дифференциальных уравнений. В этом случае количество строк матрицы соответствует числу уравнений, а количество столбцов — количеству неизвестных. В результате решение систем линейных уравнений сводится к операциям над матрицами.
Для матрицы определены следующие алгебраические операции:
- сложение матриц, имеющих один и тот же размер➤;
- умножение матриц подходящего размера (матрицу, имеющую {\displaystyle n} столбцов, можно умножить справа на матрицу, имеющую {\displaystyle n} строк)➤;
- в том числе умножение матрицы на вектор-столбец и умножение вектор-строки на матрицу (по обычному правилу матричного умножения; вектор является в этом смысле частным случаем матрицы)➤;
- умножение матрицы на элемент основного кольца или поля (то есть скаляр)➤.

Относительно сложения матрицы образуют абелеву группу; если же рассматривать ещё и умножение на скаляр, то матрицы образуют модуль над соответствующим кольцом (векторное пространство над полем). Множество квадратных матриц замкнуто относительно матричного умножения, поэтому квадратные матрицы одного размера образуют ассоциативное кольцо с единицей относительно матричного сложения и матричного умножения.
Доказано, что каждому линейному оператору, действующему в {\displaystyle n}-мерном линейном пространстве, можно сопоставить единственную квадратную матрицу порядка {\displaystyle n}; и обратно — каждой квадратной матрице порядка {\displaystyle n} может быть сопоставлен единственный линейный оператор, действующий в этом пространстве. Свойства матрицы соответствуют свойствам линейного оператора. В частности, собственные числа матрицы — это собственные числа оператора, отвечающие соответствующим собственным векторам.
То же можно сказать о представлении матрицами билинейных (квадратичных) форм.
В математике рассматривается множество различных типов и видов матриц. Таковы, например, единичная, симметричная, кососимметричная, верхнетреугольная (нижнетреугольная) и т. п. матрицы.
Особое значение в теории матриц занимают всевозможные нормальные формы, то есть канонический вид, к которому можно привести матрицу заменой координат. Наиболее важной (в теоретическом значении) и проработанной является теория жордановых нормальных форм. На практике, однако, используются такие нормальные формы, которые обладают дополнительными свойствами, например, устойчивостью.

## История
Впервые матрицы упоминались ещё в древнем Китае, называясь тогда «волшебным квадратом». Основным применением матриц было решение линейных уравнений. Также волшебные квадраты были известны чуть позднее у арабских математиков, примерно тогда появился принцип сложения матриц.
После развития теории определителей в конце 17-го века Габриэль Крамер начал разрабатывать свою теорию в 18-м столетии и опубликовал «правило Крамера» в 1751 году. Примерно в этом же промежутке времени появился «метод Гаусса».
Теория матриц начала своё существование в середине XIX века в работах Уильяма Гамильтона и Артура Кэли.
Фундаментальные результаты в теории матриц принадлежат Вейерштрассу, Жордану, Фробениусу.
Термин «матрица» ввёл Джеймс Сильвестр в 1850 г.

## Введение
Матрицы естественным образом возникают при решении систем линейных уравнений, а также при рассмотрении линейных преобразований.

### Системы линейных уравнений
Рассмотрим систему линейных уравнений вида:
{\displaystyle {\begin{cases}a_{11}x_{1}+a_{12}x_{2}+\ldots +a_{1n}x_{n}=b_{1}\\a_{21}x_{1}+a_{22}x_{2}+\ldots +a_{2n}x_{n}=b_{2}\\\cdots \cdots \cdots \cdots \cdots \cdots \cdots \cdots \cdots \cdots \\a_{m1}x_{1}+a_{m2}x_{2}+\ldots +a_{mn}x_{n}=b_{m}\end{cases}}}.
Эта система состоит из {\displaystyle m} линейных уравнений относительно {\displaystyle n} неизвестных. Она может быть записана в виде следующего матричного уравнения :
{\displaystyle Ax=b},
где
{\displaystyle A={\begin{pmatrix}a_{11}&a_{12}&\cdots &a_{1n}\\a_{21}&a_{22}&\cdots &a_{2n}\\\vdots &\vdots &\ddots &\vdots \\a_{m1}&a_{m2}&\cdots &a_{mn}\end{pmatrix}};\quad x={\begin{pmatrix}x_{1}\\x_{2}\\\vdots \\x_{n}\end{pmatrix}};\quad b={\begin{pmatrix}b_{1}\\b_{2}\\\vdots \\b_{m}\end{pmatrix}}}
Матрица {\displaystyle A} — это матрица коэффициентов системы линейных уравнений, вектор-столбец {\displaystyle x} — вектор неизвестных, а вектор-столбец {\displaystyle b} — некоторый заданный вектор.
Для того, чтобы система имела решение (хотя бы одно), необходимо и достаточно, чтобы вектор {\displaystyle b} был линейной комбинацией столбцов {\displaystyle A}, и тогда вектор {\displaystyle x} — это вектор, содержащий коэффициенты разложения вектора {\displaystyle b} по столбцам матрицы {\displaystyle A}.
На языке матриц условие разрешимости системы линейных уравнений формулируется в виде теоремы Кронекера-Капелли:
ранг матрицы {\displaystyle A} равен рангу расширенной матрицы {\displaystyle [A|b]},
составленной из столбцов {\displaystyle A} и столбца {\displaystyle b}.
Важный частный случай. Если количество уравнений совпадает с количеством неизвестных ({\displaystyle m=n}, то есть матрица {\displaystyle A} — квадратная), то условие однозначной разрешимости является равносильным условию обратимости матрицы {\displaystyle A}.
(Замечание. Разрешимость системы ещё не влечёт невырожденности матрицы. Пример:
{\displaystyle 0x=0}.)
В частности, если матрица {\displaystyle A} является обратимой, то решение системы может быть записано (а если вычислена {\displaystyle A^{-1}}, то и найдено) в виде
{\displaystyle x=A^{-1}b}.
Это приводит к алгоритму вычисления значений неизвестных по правилу Крамера.

### Линейные преобразования
Рассмотрим линейное преобразование {\displaystyle {\mathcal {A}}\colon \mathbb {R} ^{n}\to \mathbb {R} ^{m}}, действующее из {\displaystyle n}-мерного векторного пространства {\displaystyle \mathbb {R} ^{n}} в {\displaystyle m}-мерное векторное пространство {\displaystyle \mathbb {R} ^{m}}, имеющее следующий вид:
{\displaystyle \left\{{\begin{array}{rcl}y_{1}&=&a_{11}x_{1}+a_{12}x_{2}+\ldots +a_{1n}x_{n}\\y_{2}&=&a_{21}x_{1}+a_{22}x_{2}+\ldots +a_{2n}x_{n}\\&\cdots &\\y_{m}&=&a_{m1}x_{1}+a_{m2}x_{2}+\ldots +a_{mn}x_{n}\\\end{array}}\right.}.
В матричной форме это преобразование уравнения вида:
{\displaystyle y=Ax}.
Матрица {\displaystyle A} — это матрица коэффициентов линейного преобразования.
Если рассмотреть действие линейного преобразования {\displaystyle {\mathcal {A}}} на векторы вида 
{\displaystyle e_{j}=(0,\dots ,0,1_{j},0,\dots ,0)^{T},\quad j={\overline {1,n}}},
составляющие базис пространства {\displaystyle \mathbb {R} ^{n}}, то {\displaystyle {\mathcal {A}}\mathbf {e} _{j}} — это есть {\displaystyle j}-ый столбец матрицы {\displaystyle A}.
Таким образом, матрица {\displaystyle A} полностью описывает линейное преобразование {\displaystyle {\mathcal {A}}}, и поэтому называется матрицей линейного преобразования.

## Определения

### Прямоугольная матрица
Пусть есть два конечных множества:
- номера строк: {\displaystyle M=\{1,2,\dots ,m\}};

- номера столбцов: {\displaystyle N=\{1,2,\dots ,n\}}, где {\displaystyle m} и {\displaystyle n} — натуральные числа.

Назовём матрицей {\displaystyle A} размера {\displaystyle m\times n} (читается {\displaystyle m} на {\displaystyle n}) ({\displaystyle m} — строк, {\displaystyle n} — столбцов) с элементами из некоторого кольца или поля {\displaystyle {\mathcal {K}}} отображение вида {\displaystyle A\colon M\times N\to {\mathcal {K}}}. Матрица записывается как
{\textstyle A={\begin{pmatrix}a_{11}&a_{12}&\cdots &a_{1n}\\a_{21}&a_{22}&\cdots &a_{2n}\\\vdots &\vdots &a_{ij}&\vdots \\a_{m1}&a_{m2}&\cdots &a_{mn}\end{pmatrix}},}
где элемент матрицы {\displaystyle a_{ij}=a(i,j)} находится на пересечении {\displaystyle i}-й строки и {\displaystyle j}-го столбца.
- {\displaystyle i}-я строка матрицы {\textstyle A(i,)={\begin{pmatrix}a_{i1}&a_{i2}&\cdots &a_{in}\end{pmatrix}};}
- {\displaystyle j}-й столбец матрицы {\textstyle A(,j)={\begin{pmatrix}a_{1j}\\a_{2j}\\\vdots \\a_{mj}\end{pmatrix}}.}

При этом количество элементов матрицы равно {\displaystyle m\cdot n}.
В соответствии с этим
- каждую строку матрицы можно интерпретировать как вектор в {\displaystyle n}-мерном координатном пространстве {\displaystyle {\mathcal {K}}^{n}};
- каждый столбец матрицы — как вектор в {\displaystyle m}-мерном координатном пространстве {\displaystyle {\mathcal {K}}^{m}}.

Сама матрица естественным образом интерпретируется как вектор в пространстве {\displaystyle {\mathcal {K}}^{mn}}, имеющем размерность {\displaystyle mn}. Это позволяет ввести покомпонентное сложение матриц и умножение матрицы на число (см. ниже); что касается матричного умножения, то оно существенным образом опирается на прямоугольную структуру матрицы.

### Квадратная матрица
Если у матрицы количество строк {\displaystyle m} совпадает с количеством столбцов {\displaystyle n}, то такая матрица называется квадратной, а число {\displaystyle m=n} называется размером квадратной матрицы или её порядком.

### Вектор-строка и вектор-столбец
Матрицы размера {\displaystyle m\times 1} и {\displaystyle 1\times n} являются элементами пространств {\displaystyle {\mathcal {K}}^{m}} и {\displaystyle {\mathcal {K}}^{n}} соответственно:
- матрица размера {\displaystyle m\times 1} называется вектор-столбцом и имеет специальное обозначение:

{\displaystyle \mathrm {colon} \,(a_{1},\dots ,a_{i},\dots ,a_{m})=\left({\begin{array}{c}a_{1}\\\vdots \\a_{i}\\\vdots \\a_{m}\end{array}}\right)=(a_{1},\dots ,a_{i},\dots ,a_{m})^{T};}
- матрица размера {\displaystyle 1\times n} называется вектор-строкой и имеет специальное обозначение:

{\displaystyle \mathrm {row} \,(a_{1},\dots ,a_{i},\dots ,a_{n})=(a_{1},\dots ,a_{i},\dots ,a_{n});}

### Элементарные преобразования матриц
Элементарными преобразованиями строк матрицы называются следующие преобразования:
1. Умножение строки на отличное от нуля число,
2. Прибавление одной строки к другой строке,
3. Перестановка местами двух строк.

Элементарные преобразования столбцов матрицы определяются аналогично.

### Ранг матрицы
Строки и столбцы матрицы являются элементами соответствующих векторных пространств:
- столбцы матрицы {\displaystyle A} составляют элементы пространства размерности {\displaystyle m};
- строки матрицы {\displaystyle A} составляют элементы пространства размерности {\displaystyle n}.

Рангом матрицы называют количество линейно независимых столбцов матрицы (столбцовый ранг матрицы) или количество линейно независимых строк матрицы (строчный ранг матрицы).
Этому определению эквивалентно определение ранга матрицы как порядка максимального отличного от нуля минора матрицы.
При элементарных преобразованиях ранг матрицы не меняется.

## Обозначения
Обычно матрицу обозначают заглавной буквой латинского алфавита: пусть
{\displaystyle A\colon M\times N\to {\mathcal {K}},}
тогда {\displaystyle A} — матрица, которая интерпретируется как прямоугольный массив элементов поля {\displaystyle {\mathcal {K}}} вида {\displaystyle a_{ij}=A(i,j)}, где
- первый индекс означает индекс строки: {\displaystyle i={\overline {1,m}}};
- второй индекс означает индекс столбца: {\displaystyle j={\overline {1,n}}};

таким образом, {\displaystyle a_{ij}} — элемент матрицы {\displaystyle A}, находящийся на пересечении {\displaystyle i}-й строки и {\displaystyle j}-го столбца. В соответствии с этим принято следующее компактное обозначение для матрицы размера {\displaystyle m\times n}:
{\displaystyle A=(a_{ij})_{i=1,j=1}^{m,n},}
или просто
{\displaystyle A=(a_{ij}),}
если нужно просто указать обозначение для элементов матрицы.
Иногда, вместо {\displaystyle a_{ij}}, пишут {\displaystyle a_{i,j}}, чтобы отделить индексы друг от друга и избежать смешения с произведением двух чисел.
Если необходимо дать развёрнутое представление матрицы в виде таблицы, то используют запись вида
{\displaystyle {\begin{pmatrix}a_{11}&\cdots &a_{1j}&\cdots &a_{1n}\\\vdots &\ddots &\vdots &\ddots &\vdots \\a_{i1}&\cdots &a_{ij}&\cdots &a_{in}\\\vdots &\ddots &\vdots &\ddots &\vdots \\a_{m1}&\cdots &a_{mj}&\cdots &a_{mn}\end{pmatrix}},\quad \left[{\begin{array}{ccccc}a_{11}&\cdots &a_{1j}&\cdots &a_{1n}\\\vdots &\ddots &\vdots &\ddots &\vdots \\a_{i1}&\cdots &a_{ij}&\cdots &a_{in}\\\vdots &\ddots &\vdots &\ddots &\vdots \\a_{m1}&\cdots &a_{mj}&\cdots &a_{mn}\end{array}}\right],\quad \left\|{\begin{array}{ccccc}a_{11}&\cdots &a_{1j}&\cdots &a_{1n}\\\vdots &\ddots &\vdots &\ddots &\vdots \\a_{i1}&\cdots &a_{ij}&\cdots &a_{in}\\\vdots &\ddots &\vdots &\ddots &\vdots \\a_{m1}&\cdots &a_{mj}&\cdots &a_{mn}\end{array}}\right\|}
Можно встретить как обозначения с круглыми скобками «(…)», так и обозначения с квадратными скобками «[…]». Реже можно встретить обозначения с двойными прямыми линиями «||…||»).
Поскольку матрица состоит из строк и столбцов, для них используются следующие обозначения:
{\displaystyle a_{i\cdot }=A_{i}=[{\begin{array}{ccccc}a_{i1}&\cdots &a_{ij}&\cdots &a_{in}\\\end{array}}]} — это {\displaystyle i}-я строка матрицы {\displaystyle A},
а
{\displaystyle a_{\cdot j}=A^{j}=\left[{\begin{array}{c}a_{1j}\\\vdots \\a_{ij}\\\vdots \\a_{mj}\\\end{array}}\right]} — это {\displaystyle j}-й столбец матрицы {\displaystyle A}.
Таким образом, матрица обладает двойственным представлением — по столбцам:
{\displaystyle A=[{\begin{array}{ccccc}A^{1}&\cdots &A^{j}&\cdots &A^{n}\\\end{array}}]}
и по строкам:
{\displaystyle A=\left[{\begin{array}{c}A_{1}\\\vdots \\A_{i}\\\vdots \\A_{m}\\\end{array}}\right]}.
Такое представление позволяет формулировать свойства матриц в терминах строк или в терминах столбцов.

### Транспонированная матрица
Для каждой матрицы {\displaystyle A=(a_{i,j})_{\begin{smallmatrix}i={\overline {1,m}}\\j={\overline {1,n}}\end{smallmatrix}}={\begin{pmatrix}a_{1,1}&\cdots &a_{1,n}\\\vdots &\ddots &\vdots \\a_{m,1}&\cdots &a_{m,n}\end{pmatrix}}} 
размера {\displaystyle m\times n}
можно построить матрицу  
{\displaystyle B=(b_{j,i})_{\begin{smallmatrix}j={\overline {1,n}}\\i={\overline {1,m}}\end{smallmatrix}}={\begin{pmatrix}b_{1,1}&\cdots &b_{1,m}\\\vdots &\ddots &\vdots \\b_{n,1}&\cdots &b_{n,m}\end{pmatrix}}} 
размера {\displaystyle n\times m},
у которой {\displaystyle b_{j,i}=a_{i,j}} 
для всех {\displaystyle i={\overline {1,m}}} и 
{\displaystyle j={\overline {1,n}}}.
Такая матрица называется транспонированной матрицей для {\displaystyle A} 
и обозначается {\displaystyle A^{T}},
иногда (если нет возможности спутать с дифференцированием) 
обозначается {\displaystyle A'},
иногда (если нет возможности спутать с эрмитовым сопряжением) 
обозначается {\displaystyle A^{*}}.
При транспонировании строки (столбцы) матрицы {\displaystyle A} становятся столбцами (соответственно - строками) 
матрицы {\displaystyle A^{T}}.
Очевидно, {\displaystyle (A^{T})^{T}=A}.
Для матриц над кольцом {\displaystyle {\mathcal {K}}} транспонирование является изоморфизмом
{\displaystyle {\mathcal {K}}} - модулей матриц, поскольку
{\displaystyle (A+B)^{T}=A^{T}+B^{T}},
{\displaystyle (\lambda \cdot A)^{T}=\lambda \cdot (A^{T})}, для любых {\displaystyle \lambda \in {\mathcal {K}}}.

### Диагональная матрица
Диагональная матрица — квадратная матрица, все элементы которой кроме диагональных — нулевые {\displaystyle (i\neq j:a_{ij}=0)}, иногда записывается как:
{\displaystyle \mathrm {diag} (a_{1},a_{2},\dots ,a_{n}).}

### Другие диагонали матрицы
Кроме главной диагонали иногда рассматриваются элементы матрицы, стоящие непосредственно над диагональными элементами. Эти элементы образуют наддиагональ матрицы. Элементы, расположенные непосредственно под диагональю образуют поддиагональ матрицы (см. Бидиагональная матрица).
Элементы, расположенные на местах {\displaystyle a_{1,n},a_{2,n-1},\dots ,a_{n,1}} образуют побочную диагональ (см., например, Побочная диагональ или Виды матриц).

### Единичная матрица
Единичная матрица — матрица, при умножении на которую любая матрица (или вектор) остаётся неизменной, является диагональной матрицей с единичными (всеми) диагональными элементами:
{\displaystyle \mathrm {diag} (1,1,\dots ,1).}
Для её обозначения чаще всего используется обозначение I или E, а также просто 1 (или 1 специальным шрифтом).
Для обозначения её элементов также используется символ Кронекера {\displaystyle \delta _{ij}}, определяемый как:
{\displaystyle \delta _{ii}=1}
{\displaystyle \delta _{ij}=0} при {\displaystyle i\neq j.}

### Нулевая матрица
Для обозначения нулевой матрицы — матрицы, все элементы которой нули (при сложении её с любой матрицей та остаётся неизменной, а при умножении на любую получается нулевая матрица) — используется обычно просто 0 или {\displaystyle \mathbf {0} } специальным шрифтом, или буква, начертанием похожая на ноль, например {\displaystyle O} или {\displaystyle \Theta }.

## Операции над матрицами

### Сложение матриц
Складывать можно только матрицы одинакового размера.
Сложение матриц {\displaystyle A+B} есть операция нахождения матрицы {\displaystyle C}, все элементы которой равны попарной сумме всех соответствующих элементов матриц {\displaystyle A} и {\displaystyle B}, то есть каждый элемент матрицы {\displaystyle C} равен
{\displaystyle \ c_{ij}=a_{ij}+b_{ij}}
 Свойства сложения матриц: 
- коммутативность: {\displaystyle A+B=B+A};
- ассоциативность: {\displaystyle (A+B)+C=A+(B+C)};
- сложение с нулевой матрицей: {\displaystyle A+\theta =\theta +A=A};
- существование противоположной матрицы: {\displaystyle A+(-A)=\theta };

Все свойства линейных операций повторяют аксиомы линейного пространства и поэтому справедлива теорема:
Множество всех матриц одинаковых размеров {\displaystyle m\times n} с элементами из поля {\displaystyle P} (поля всех действительных или комплексных чисел) образует линейное пространство над полем {\displaystyle P} (каждая такая матрица является вектором этого пространства). Впрочем, прежде всего во избежание терминологической путаницы, матрицы в обычных контекстах избегают без необходимости (которой нет в наиболее обычных стандартных применениях) и чёткого уточнения употребления термина называть векторами.

### Умножение матрицы на число
Умножение матрицы {\displaystyle A} на число {\displaystyle \lambda \in {\mathcal {K}}} заключается в построении матрицы 
{\displaystyle \lambda A=(\lambda a_{ij})}.
Свойства умножения матриц на число:
- умножение на единицу: {\displaystyle 1\cdot A=A\cdot 1=A};
- ассоциативность: {\displaystyle (\lambda \beta )A=\lambda (\beta A)};
- дистрибутивность: {\displaystyle (\lambda +\beta )A=\lambda A+\beta A};
- дистрибутивность: {\displaystyle \lambda (A+B)=\lambda A+\lambda B};

### Умножение матриц
Умножение матриц (обозначение: {\displaystyle AB}, реже со знаком умножения {\displaystyle A\times B}) — есть операция вычисления матрицы {\displaystyle C}, каждый элемент которой равен сумме произведений элементов в соответствующей строке первого множителя и столбце второго.
{\displaystyle c_{ij}=\sum _{k=1}^{n}a_{ik}b_{kj}}
Количество столбцов в матрице {\displaystyle A} должно совпадать с количеством строк в матрице {\displaystyle B}, иными словами, матрица {\displaystyle A} обязана быть согласованной с матрицей {\displaystyle B}. Если матрица {\displaystyle A} имеет размерность {\displaystyle m\times n}, {\displaystyle B} — {\displaystyle n\times k}, то размерность их произведения {\displaystyle AB=C} есть {\displaystyle m\times k}.
Свойства умножения матриц:
- ассоциативность: {\displaystyle (AB)C=A(BC)};
- некоммутативность (в общем случае): {\displaystyle AB\neq BA};
- произведение коммутативно в случае умножения с единичной матрицей: {\displaystyle AI=IA=A};
- дистрибутивность: {\displaystyle (A+B)C=AC+BC},

{\displaystyle A(B+C)=AB+AC};
- ассоциативность и коммутативность относительно умножения на число: {\displaystyle (\lambda A)B=A(\lambda B)=\lambda (AB)}.

### Умножение вектора на матрицу
По обычным правилам матричного умножения вектор-столбец умножается на матрицу, которая записывается слева от него, а вектор-строка умножается на матрицу, которая записывается справа от неё. Поскольку элементы вектора-столбца или вектора-строки можно записать (что обычно и делается), используя один, а не два индекса, это умножение можно записать так:
для вектора-столбца {\displaystyle v} (получая новый вектор-столбец {\displaystyle Av}):
{\displaystyle (Av)_{i}=\sum _{k=1}^{n}a_{ik}v_{k},}
для вектора-строки {\displaystyle s} (получая новый вектор-строку {\displaystyle sA}):
{\displaystyle (sA)_{i}=\sum _{k=1}^{n}s_{k}a_{ki}.}
Вектор-строка, матрица и вектор-столбец могут быть умножены друг на друга, давая число (скаляр):
{\displaystyle sAv=\sum \limits _{k,i}s_{k}a_{ki}v_{i}.}
(Порядок важен: вектор-строка слева, вектор-столбец справа от матрицы).
Эти операции являются основой матричного представления линейных операторов и линейных преобразований координат (смены базисов), таких, как повороты, масштабирования, зеркальные отражения, а также (последнее) матричного представления билинейных (квадратичных) форм.
- При представлении вектора вещественного векторного пространства в ортонормированном базисе (что эквивалентно использованию прямоугольных декартовых координат) соответствующие ему вектор-столбец и вектор-строка, представляющие собой набор компонент вектора, будут совпадать (поэлементно), отличаясь лишь формально своим изображением для корректности матричных операций (то есть один получается из другого просто операцией транспонирования). При использовании же неортонормированных базисов (например, косоугольных координат или хотя бы разных масштабов по осям) вектор-столбец соответствует компонентам вектора в основном базисе, а вектор-строка — в базисе, дуальном основному[5] (Иногда о пространстве векторов-строк говорят также как об особом, дуальном пространству векторов-столбцов, пространстве ковекторов).

Заметим, что обычной мотивировкой введения матриц и определения операции матричного умножения (см.тж.в статье об умножении матриц) является именно введение их, начиная с умножения вектора на матрицу (которое вводится исходя из преобразований базиса или вообще линейных операций над векторами), а уже затем композиции преобразований сопоставляется произведение матриц. Действительно, если новый вектор Av, полученный из исходного вектора v преобразованием, представимым умножением на матрицу A, преобразовать теперь ещё раз, преобразованием, представимым умножением на матрицу B, получив B(Av), то, исходя из правила умножения вектора на матрицу, приведённого в начале этого параграфа (используя ассоциативность умножения чисел и меняя порядок суммирования), нетрудно увидеть в результате формулу, дающую элементы матрицы (BA), представляющую композицию первого и второго преобразований и совпадающую с обычным определением матричного умножения.

### Комплексное сопряжение
Если элементами матрицы {\displaystyle A=(a_{ij})} являются комплексные числа, то комплексно сопряжённая (не путать с эрмитово сопряжённой! см. далее) матрица равна {\displaystyle {\bar {A}}=({\bar {a}}_{i,j})}. Здесь {\displaystyle {\bar {a}}} — число, комплексно сопряжённое к {\displaystyle a}.

### Транспонирование и эрмитово сопряжение
Транспонирование уже обсуждалось выше: если {\displaystyle A=(a_{ij})}, то {\displaystyle A^{T}=(a_{ji})}. Для комплексных матриц более употребительно эрмитово сопряжение: {\displaystyle A^{*}={\bar {A}}^{T}}. С точки зрения операторного взгляда на матрицы, транспонированная и эрмитово сопряжённая матрица — это матрицы оператора, сопряжённого относительно скалярного или эрмитова произведения, соответственно.

### След
Для квадратной матрицы {\displaystyle A} сумма диагональных элементов (т.е. главных миноров первого порядка) называется следом:
{\displaystyle \mathrm {Tr} A=\sum \limits _{i}a_{ii}=a_{11}+\ldots +a_{nn}}
(другие обозначения {\displaystyle \mathrm {Trace} }, {\displaystyle \mathrm {Sp} }, {\displaystyle \mathrm {Spur} }).
Свойства:
1. Если определены {\displaystyle AB} и {\displaystyle BA}, то {\displaystyle \mathrm {Tr} (AB)=\mathrm {Tr} (BA)}.
2. След является инвариантом преобразований подобия матрицы, т.е. если {\displaystyle S} невырождена, то {\displaystyle \mathrm {Tr} A=\mathrm {Tr} (S^{-1}AS)}.
3. След равен сумме (всех, с учётом кратности) собственных значений матрицы: {\displaystyle \mathrm {Tr} A=\sum \limits _{i}\lambda _{i}=\lambda _{1}+\ldots +\lambda _{n}}. Более того, для любого целого (положительного) числа {\displaystyle k} выполняется {\displaystyle \mathrm {Tr} (A^{k})=\sum \limits _{i}\lambda _{i}^{k}=\lambda _{1}^{k}+\ldots +\lambda _{n}^{k}}.

### Определитель (детерминант)
Пусть матрица {\displaystyle A} — квадратная, тогда обозначение определителя: {\displaystyle \Delta =\det A}. Если матрица {\displaystyle 2\times 2}, то {\displaystyle \Delta =\det A=a_{11}a_{22}-a_{12}a_{21}}

## Связанные понятия

### Линейные комбинации
В векторном пространстве линейной комбинацией векторов {\displaystyle \mathbf {x} _{1},\dots ,\mathbf {x} _{n}} называется вектор
{\displaystyle \mathbf {x} =a_{1}\mathbf {x} _{1}+\dots +a_{n}\mathbf {x} _{n},}
где {\displaystyle a_{1},\dots ,a_{n}} — коэффициенты разложения:
- если все коэффициенты равны нулю, то такая комбинация называется тривиальной,
- если же хотя бы один коэффициент отличен от нуля, то такая комбинация называется нетривиальной.

Это позволяет описать произведение {\displaystyle C=AB} матриц {\displaystyle A} и {\displaystyle B} терминами линейных комбинаций:
- столбцы матрицы {\displaystyle C} — это линейные комбинации столбцов матрицы {\displaystyle A} с коэффициентами, взятыми из матрицы {\displaystyle B};
- строки матрицы {\displaystyle C} — это линейные комбинации строк матрицы {\displaystyle B} с коэффициентами, взятыми из матрицы {\displaystyle A}.

### Линейная зависимость
Если какой-либо вектор можно представить в виде линейной комбинации, то говорят о линейной зависимости данного вектора от элементов комбинации.
Точнее, говорят так: некоторая совокупность элементов векторного пространства называется линейно зависимой, если существует равная нулю линейная комбинация элементов данной совокупности или
{\displaystyle \mathbf {0} =a_{1}\mathbf {x_{1}} +\dots +a_{n}\mathbf {x_{n}} ,}
где не все числа {\displaystyle a_{1},\dots ,a_{n}} равны нулю; если такой нетривиальной комбинации не существует, то данная совокупность векторов называется линейно независимой.
Линейная зависимость векторов означает, что какой-то вектор заданной совокупности линейно выражается через остальные векторы.
Каждая матрица представляет собой совокупность векторов (одного и того же пространства). Две такие матрицы — две совокупности. Если каждый вектор одной совокупности линейно выражается через векторы другой совокупности, то на языке теории матриц этот факт описывается при помощи произведения матриц:
- если строки матрицы {\displaystyle C} линейно зависят от строк матрицы {\displaystyle B}, то {\displaystyle C=AB} для некоторой матрицы {\displaystyle A};
- если столбцы матрицы {\displaystyle C} линейно зависят от столбцов другой матрицы {\displaystyle A}, то {\displaystyle C=AB} для некоторой матрицы {\displaystyle B}.

## Свойства

### Матричные операции
Сложение и вычитание допускается только для матриц одинакового размера.
Существует нулевая матрица {\displaystyle \Theta } такая, что её прибавление к другой матрице A не изменяет A, то есть
{\displaystyle A+\Theta =A}
Все элементы нулевой матрицы равны нулю.
Возводить в степень можно только квадратные матрицы.
- Ассоциативность сложения: {\displaystyle A+(B+C)=(A+B)+C.}
- Коммутативность сложения: {\displaystyle A+B=B+A.}
- Ассоциативность умножения: {\displaystyle A(BC)=(AB)C.}
- Вообще говоря, умножение матриц некоммутативно: {\displaystyle AB\neq BA}. Используя это свойство, вводят коммутатор матриц.
- Дистрибутивность умножения относительно сложения:
{\displaystyle A(B+C)=AB+AC;}
{\displaystyle (B+C)A=BA+CA.}
- С учётом упомянутых выше свойств, матрицы образуют кольцо относительно операций сложения и умножения.
- Свойства операции транспонирования матриц:
{\displaystyle (A^{T})^{T}=A}
{\displaystyle (AB)^{T}=B^{T}A^{T}}
{\displaystyle (A^{-1})^{T}=(A^{T})^{-1}}, если обратная матрица {\displaystyle A^{-1}} существует.
{\displaystyle (A+B)^{T}=A^{T}+B^{T}}
{\displaystyle {\text{det}}\;A={\text{det}}\;A^{T}}

## Квадратная матрица и смежные определения
Если количество строк матрицы равно количеству столбцов, то такая матрица называется квадратной.
Для квадратных матриц существует единичная матрица {\displaystyle E} (аналог единицы для операции умножения чисел) такая, что умножение любой матрицы на неё не влияет на результат, а именно
{\displaystyle EA=AE=A}
У единичной матрицы единицы стоят только по главной диагонали, остальные элементы равны нулю
{\displaystyle E={\begin{pmatrix}1&0&\cdots &0\\0&1&\cdots &0\\\vdots &\vdots &\ddots &\vdots \\0&0&\cdots &1\end{pmatrix}}}
Для некоторых квадратных матриц можно найти так называемую обратную матрицу. Обратная матрица {\displaystyle A^{-1}} такова, что если матрицу умножить на обратную ей матрицу, то получится единичная матрица:
{\displaystyle AA^{-1}=E}
Обратная матрица существует не всегда. Матрицы, для которых обратная матрица существует, называются невырожденными (или регулярными), а для которых нет — вырожденными (или сингулярными). Матрица невырождена, если все её строки (столбцы) линейно независимы как векторы. Максимальное число линейно независимых строк (столбцов) называется рангом матрицы. Определителем (детерминантом) матрицы называется значение нормированной кососимметрической (антисимметрической) полилинейной формы валентности {\displaystyle (p;\;0)} на столбцах матрицы. Квадратная матрица над числовым полем вырождена тогда и только тогда, когда её определитель равен нулю.

## Кольцо матриц
Из указанных выше свойств сложения и умножения матриц (ассоциативность и коммутативность сложения, дистрибутивность умножения, существование нулевой и противоположной по сложению матрицы) следует, что квадратные матрицы n на n с элементами из любого кольца R образуют кольцо, изоморфное кольцу эндоморфизмов свободного модуля Rn. Это кольцо обозначается {\displaystyle M(n,R)} или {\displaystyle M_{n}(R)}. Если же R — коммутативное кольцо, {\displaystyle M(n,R)} является также ассоциативной алгеброй над R. Определитель матрицы с элементами из коммутативного кольца можно вычислять по обычной формуле, при этом матрица будет обратима тогда и только тогда, когда её определитель обратим в R. Это обобщает ситуацию с матрицами с элементами из поля, так как в поле обратим любой элемент, кроме нуля.

## Матрицы в теории групп
Матрицы играют важную роль в теории групп. Они используются при построении общих линейных групп, специальных линейных групп, диагональных групп, треугольных групп, унитреугольных групп.
Конечную группу (в частности, симметрическую) можно (изоморфно) промоделировать матрицами перестановок (содержащими только «0» и «1»),
например, для {\displaystyle S_{3}} : {\displaystyle {\begin{pmatrix}1&0&0\\0&1&0\\0&0&1\end{pmatrix}}} , {\displaystyle {\begin{pmatrix}0&1&0\\0&0&1\\1&0&0\end{pmatrix}}} , {\displaystyle {\begin{pmatrix}0&0&1\\1&0&0\\0&1&0\end{pmatrix}}} , {\displaystyle {\begin{pmatrix}0&1&0\\1&0&0\\0&0&1\end{pmatrix}}} , {\displaystyle {\begin{pmatrix}0&0&1\\0&1&0\\1&0&0\end{pmatrix}}} , {\displaystyle {\begin{pmatrix}1&0&0\\0&0&1\\0&1&0\end{pmatrix}}} .
Поле {\displaystyle \mathbb {C} }
комплексных чисел может быть (изоморфно) промоделировано
над полем {\displaystyle \mathbb {R} }
вещественных чисел:
для {\displaystyle z=x+iy,\quad c=a+ib\in \mathbb {C} } матричные аналоги {\displaystyle Z={\begin{pmatrix}x&y\\-y&x\end{pmatrix}}} , {\displaystyle C={\begin{pmatrix}a&b\\-b&a\end{pmatrix}}} , где {\displaystyle x,y,a,b\in \mathbb {R} } ;
{\displaystyle z+c=(x+a)+i(y+b)} соответствует {\displaystyle Z+C={\begin{pmatrix}x+a&y+b\\-y-b&x+a\end{pmatrix}}} ;
{\displaystyle zc=(xa-yb)+i(xb+ya)} соответствует {\displaystyle ZC={\begin{pmatrix}xa-yb&xb+ya\\-ya-xb&-yb+xa\end{pmatrix}}} ;
{\displaystyle {\bar {z}}=x-iy} соответствует {\displaystyle Z^{T}={\begin{pmatrix}x&-y\\y&x\end{pmatrix}}} ;
{\displaystyle |z|^{2}=z{\bar {z}}=x^{2}+y^{2}=\det(Z)\in \mathbb {R} } ;
{\displaystyle {\frac {1}{z}}={\frac {\bar {z}}{z{\bar {z}}}}={\frac {x-iy}{x^{2}+y^{2}}}} при {\displaystyle z\neq 0} соответствует {\displaystyle Z^{-1}={\frac {Z^{T}}{\det(Z)}}} при {\displaystyle \det(Z)\neq 0} ;
{\displaystyle e^{z}=e^{x+iy}=e^{x}(\cos(y)+i\,\sin(y))} соответствует {\displaystyle e^{x}{\begin{pmatrix}\cos(y)&\sin(y)\\-\sin(y)&\cos(y)\end{pmatrix}}} .
В частности, для {\displaystyle E={\begin{pmatrix}1&0\\0&1\end{pmatrix}}} , {\displaystyle I={\begin{pmatrix}0&1\\-1&0\end{pmatrix}}}
{\displaystyle z=x+iy\in \mathbb {C} } соответствует {\displaystyle Z=xE+yI} ,
где {\displaystyle I^{2}=-E} .
Замечание. Модель имеет автоморфизм {\displaystyle (I\to -I)}, то есть {\displaystyle Z\to Z^{T}}
Тело кватернионов {\displaystyle \mathbb {H} }
может быть (изоморфно) промоделировано
над полем {\displaystyle \mathbb {R} }
вещественных чисел:
для {\displaystyle q=t+ix+jy+kz\in \mathbb {H} } матричный аналог {\displaystyle Q={\begin{pmatrix}t&x&y&-z\\-x&t&-z&-y\\-y&z&t&x\\z&y&-x&t\end{pmatrix}}} , где {\displaystyle t,x,y,z\in \mathbb {R} } .
Для того, чтобы кватерниону {\displaystyle q=t+ix+jy+kz}
соответствовала матрица {\displaystyle Q=tE+xI+yJ+zK} ,
где {\displaystyle I^{2}=J^{2}=K^{2}=-E} , {\displaystyle IJ=-JI=K} , {\displaystyle JK=-KJ=I} , {\displaystyle KI=-IK=J} ,
можно ввести базисные элементы
{\displaystyle E={\begin{pmatrix}1&0&0&0\\0&1&0&0\\0&0&1&0\\0&0&0&1\end{pmatrix}}} , {\displaystyle I={\begin{pmatrix}0&a&0&0\\-a&0&0&0\\0&0&0&b\\0&0&-b&0\end{pmatrix}}} , {\displaystyle J={\begin{pmatrix}0&0&c&0\\0&0&0&d\\-c&0&0&0\\0&-d&0&0\end{pmatrix}}} , {\displaystyle K={\begin{pmatrix}0&0&0&ad\\0&0&-ac&0\\0&-bd&0&0\\bc&0&0&0\end{pmatrix}}} .
Параметры должны удовлетворять условиям:
{\displaystyle a,b,c,d\in \left\{-1,+1\right\}} и {\displaystyle abcd=-1} .
Существует 8 решений (8 представлений).